# Пасифик (минисериал)
Вижте пояснителната страница за други значения на Пасифик.
„Пасифик“ (на английски: The Pacific) е американски минисериал от 10 части с премиера на 14 март 2010 г. Той е допълнение на „Братя по оръжие“ от 2001 г.

## Епизоди
Вижте: Списък с епизоди на Пасифик

## „Пасифик“ в България
В България минисериалът започна на 6 април 2013 г. по TV7, всяка събота от 23:00 с повторение в неделя от 04:15. Последният епизод е излъчен на 15 юни. На 7 юли 2014 г. започва наново, всеки делник от 23:00, а повторенията започват на 9 юли от вторник до събота от 04:45. Ролите се озвучават от артистите Йорданка Илова, Пламен Манасиев, Илиян Пенев, Виктор Танев и Светозар Кокаланов. Героите: Робърт Леки - (Джеймс Бадж Дейл) озвучен е от Пламен Манасиев; Юджийн Следж - (Джоузеф Мазело) озвучен от Илиян Пенев; Лю „Чъклър“ Джъргенс - (Джош Хелман) озвучен от Светозар Кокаланов; Мериъл „Снафу“ Шелтън - (Рами Малек) също озвучен от Светозар Кокаланов; Люис „Чести“ Пулър - (Уилям Садлър) озвучен също от Илиян Пенев; Серж. Соун -(Тоби Ленърд Мур) озвучен също от Светозар Кокаланов